# Verrallina lineata
Verrallina lineata är en tvåvingeart som först beskrevs av Taylor 1914.  Verrallina lineata ingår i släktet Verrallina och familjen stickmyggor. Inga underarter finns listade i Catalogue of Life.